# Kremis
Kremis è un comune rurale del Mali facente parte del circondario di Yélimané, nella regione di Kayes.
Il comune è composto da 5 nuclei abitati:
- Kacoulou
- Kremis
- Sénéwaly Dialoubé
- Sénéwaly Tassarnabé
- Sénéwaly Tordianabé